# Katarina Šalamun-Biedrzycka
Katarina Šalamun-Biedrzycka, literarna zgodovinarka, publicistka, prevajalka, *1942, Ljubljana, Slovenija.

## Življenjepis
Študirala je slavistiko v Ljubljani, Zagrebu in Krakovu, diplomirala leta 1966 v Ljubljani, doktorirala 1976 v Krakovu. Živi pretežno v Krakovu, od 1966 do 1971 je bila lektorica slovenskega jezika na tamkajšnji univerzi, do 1988 je bila adjunkt inštituta za slovanske vede pri Poljski akademiji znanosti, sedaj je samostojna kulturna delavka. 
Je sestra Tomaža Šalamuna.

## Delo
Prevaja iz poljščine v slovenščino (mdr. Gombrowicz, Witkiewicz, Miłosz) in iz slovenščine v poljščino (mdr. Cankar, Prešeren, Župančič, Murn, Strniša, T. Šalamun, A. Debeljak), s čimer je prispevala k uveljavitvi slovenske literature pri Poljakih. Napisala je številne članke in razprave o poljskih in slovenskih ustvarjalcih, urejala izbore in antologije ter poročala o sprotnem literarnem dogajanju. Raziskovala je problem avantgarde v prvi polovici 20. stoletja v slovenski literaturi, zlasti ob A. Podbevšku je načela nekatera teoretična vprašanja.

## Izbrana bibliografija

### Monografije
- Anton Podbevšek in njegov čas. Maribor: Obzorja, 1972.
- Poezja Antona Podbevška i Antona Vodnika w latach dwudziestych XX w. - zmiana wizji świata, Wrocław: Zakład Narodowy im. Ossolińskich, 1980.
- S slovenskimi avtorji: izbor iz člankov in razprav. Maribor: Obzorja, 1994.
- S poljskimi avtorji (in ne samo ---): izbrane razprave in članki. Maribor: Študentska založba Litera, 2004.

### Uredniško in prevajalsko delo
- Witold Gombrowicz: Ferdydurke. Ljubljana: Mladinska knjiga, 1974. (prevajalka in avtorica spremne besede)
- Tomaž Šalamun: Wiersze. Kraków: Literackie Kraków, 1979. (urednica in prevajalka)
- Czesław Miłosz: Dolina Isse. Ljubljana: Cankarjeva založba, 1981. (prevajalka)
- Varujte me, mile zarje: iz sodobne poljske proze. Ljubljana: Mladinska knjiga, 1983. (soprevajalka in avtorica spremnega besedila)
- Bruno Schulz: Cimetove prodajalne: izbrano delo. Ljubljana: Mladinska knjiga, 1990. (prevajalka in avtorica spremne besede)
- Mah in srebro = Srebro i mech: antologia poezji słoweńskiej. Sejny: Pogranicze, 1995. (avtorica izbora, prevoda in spremne besede)
- Tomaž Šalamun: Jabłoń. Kraków: Zielona Sowa, 2004. (prevajalka)
- Stanisław Wyspiański: Svatba: drama v treh dejanjih. Ljubljana: Društvo 2000, 2006. (prevajalka)